# Tuleň Rossův

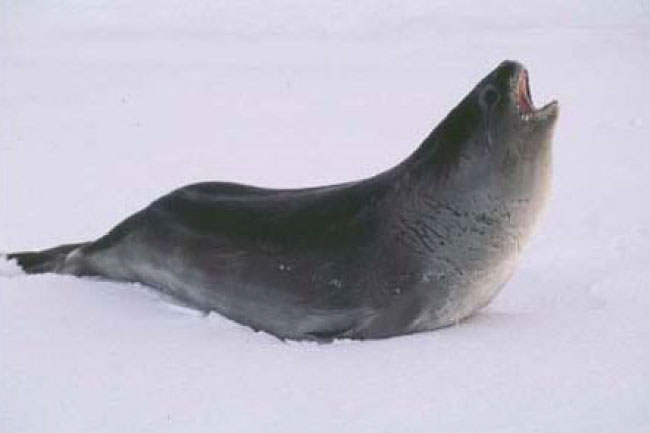
„Zpívající“ tuleň Rossův

Tuleň Rossův (Ommatophoca rossii) je ploutvonožec, který si našel domov v chladných vodách Jižního oceánu obklopující celou Antarktidu. Je to jediný druh monotypického rodu Ommatophoca. Své druhové jméno dostal podle průzkumníka Spojeného království Velké Británie a Irska Jamese Rosse.

## Rozšíření
Jsou to savci, jejichž výskyt je omezen na Jižní oceán obklopující Antarktidu. Občas se jedinec zatoulá k Falklandským ostrovům, Jižní Georgii a Jižním Sandwichovým ostrovům, ke Kerguelenovým ostrovům nebo k jižní Austrálii. Celoročně žijí řídce rozptýleni na rozsáhlém prostoru ve zcela pustých, jen velmi těžce dostupných oblastech kterých lze dosáhnout pouze letadlem nebo ledoborcem. Mají tendenci žít osamoceně na pokrajích ledových ker. Za těchto podmínek není mnoho informací o jejich způsobu života. Na ledové kry vylézají z vody jen za účelem krátké výchovy potomků a přepelichání srstí. Neshromažďují se přitom ve velkých koloniích, nejčastěji jsou vidět osamoceně.

## Popis
Ze všech čtyřech druhů tuleňů žijících v okolí Antarktidy jsou nejmenší. Samci bývají velcí 1,7 až 2,10 m a váží 130 až 215 kg, o něco větší samice měří 2 až 2,5 m a váží 160 až 205 kg. Krátkou srst mají na hřbetě nahnědlou a na břiše stříbrnou, někteří mívají tmavší skvrny na hlavě, krku i bocích. Oproti ostatním tuleňům mají abnormálně veliké oční důlky, asi 7 cm, podle čehož se dají spolehlivě identifikovat, velikost vlastních očí je však průměrná. Mají poměrně krátký, široký a tupý čenich s jehlovitými, zpět zahnutými zuby vhodnými pro lov kluzké kořisti, na čenichu mají velmi krátké hmatové fousy. Mají poměrně dlouhé přední i zadní ploutve zakončené černými drápy, jimiž se pomáhají přitahovat při pomalém lezení plazením po ledě. Nejsou schopni se vztyčit, proto pro rozhlédnutí nadzvedávají hlavu a otevírají přitom tlamu směřující vzhůru, říká se že „zpívají“.
Při leteckém pozorování jsou na ledě jen málokdy vidět v páru nebo skupince. Studiem zbytků potravy ve střevech se ukázalo, že potrava se skládá z přibližně 64 % hlavonožců, 22 % ryb a 14 % ostatních bezobratlých. Potravu si loví v hloubkách 100 až 200 metrů pod ledovými krami, jedno ponoření trvá průměrně 6 minut. Ve vodě vydávají sérii různých zvuků, některé při páření, jiné při komunikaci matky s mládětem a mnohé z dosud neobjasněných příčin. Při obstoupení lidmi na pevnině zvedají proti nim hlavu, ukazují zuby, dělají se většími a vydávají asi výhrůžné zvuky.

## Rozmnožování
Samice vrhne začátkem listopadu na ledě mládě s dlouhou měkkou, nažloutlou srstí. Bývá dlouhé asi 1 m a váží okolo 16 kg, je kojeno 4 až 6 týdnů. Po 15 dnech od vrhu již potomek váží asi 75 kg, což je důsledek velmi tučného mléka bohatého na bílkoviny. Ještě kojená mláďata již dovedou plavat mezi ledovými krami, po odstavení se brzy osamostatní. Samice nato přicházejí do říje a páří se ve vodě. K oplodnění dochází v prosinci, ale vývoj embrya je pozastaven do března. Průměrná doba březosti se uvádí asi 9 měsíců. Doba dospělosti u samic i samců nastává nejpravděpodobněji od 2 do 4 let, dožívají se asi 20 roků.

## Ohrožení
Vzhledem k odlehlosti a širokému areálu výskytu, kde se navíc na jednotlivých místech nevyskytují ve velkém počtu, nebyli a nejsou tuleni Rossovi lidmi ohrožení. Navíc je nyní chrání proti lovu nebo znečištění antarktických vod Smlouva o Antarktidě a Úmluva o zachování antarktických tuleňů. Z mořských živočichů kteří jsou pro ně nebezpeční je to pouze kosatka dravá (Orcinus orca) a v mládí ještě tuleň leopardí (Hydrurga leptonyx), oba se však v jejich zónách výskytu objevují zřídkakdy.
Celkový počet tuleňů Rossových žijících na tak rozlehlém a nedostupném území lze jen stěží zjistit, většinou se součet udělá v určitém malém areálu a výsledek se interpoluje na celé území. Dociluje se takto sice nejednotných výsledků, ale pravděpodobný nejspodnější odhad je asi 50 000 jedinců. V Červeném seznamu IUCN jsou považováni za málo dotčený druh.